# Helmut Magg
Helmut Magg (* 31. Januar 1927 in München; † 3. August 2013) war ein deutscher Architekt, Zeichner und Maler.

## Werdegang
Magg absolvierte von 1941 bis 1944 eine Schreinerlehre. Nach Ende des Zweiten Weltkriegs studierte er ab 1946 an der Akademie der Bildenden Künste in München bei Josef Hillerbrand Innenarchitektur. Ab 1952 war er freischaffend tätig.
Er schuf Möbelentwürfe für WK und die Deutschen Werkstätten sowie Innenausbauten privater und öffentlicher Gebäude sowie Tapeten- und Textilentwürfe. 1953 widmete sich Magg der Weiterentwicklung des Möbelprogramms Die Wachsende Wohnung, das Bruno Paul 1934 für die Deutschen Werkstätten entworfen hatte. 1957 entwickelte er im Auftrag des Bayerischen Staatsministeriums für Unterricht und Kultur Korbmöbel für die Fachschule für Korbflechterei in Lichtenfels. Für den Schiebetürschrank „4500“ erhielt Magg 1973 den Bundespreis „Gute Form“. Von 1981 bis 1993 war er Dozent, später Professor für Innenarchitektur und Möbelentwurf an der Akademie der Bildenden Künste in Nürnberg.

## Ausstellungen
- 1957: Interbau, Berlin[2]
- 1958: Weltausstellung, Brüssel
- 1957 & 1960: Triennale Mailand[4]
- Germany today - Ausstellung USA